# Louis Alban Ganivet
Pour les articles homonymes, voir Ganivet.
Louis Alban Ganivet, né le 12 août 1819 à Angoulême (Charente) et mort le 28 mars 1888 à Paris, est un homme politique français.

## Biographie
Avocat puis conseiller de préfecture à Angoulême, il en est vice-président au moment de la chute du Second Empire. Il démissionne pour redevenir avocat. Il est député de la Charente de 1871 à 1881 et de 1885 à 1888, siégeant au groupe bonapartiste de l'Appel au peuple. 

## Sources
- « Louis Alban Ganivet », dans Adolphe Robert et Gaston Cougny, Dictionnaire des parlementaires français, Edgar Bourloton, 1889-1891 [détail de l’édition]